# Jeanmichelplace/poésie
 (décembre 2019).
jeanmichelplace/poésie est une collection de monographies consacrées à des poètes modernes et contemporains, publiée par les éditions Jean-Michel Place entre 2000 et 2007.
Elle reprend le principe de la collection classique de Pierre Seghers, Poètes d'aujourd'hui : un écrivain, souvent poète lui-même, présente le poète choisi, cette présentation étant suivie par une anthologie. Cette mise en miroir, un poète écrit sur un poète, donne à ces livres un intérêt tout particulier. 

## Liste des titres (par année d'édition)

### 2000
- Jack Kerouac - Vendredi après-midi dans l'univers, par Yves Buin
- Paul Celan - Chroniques de l’anti-monde, par Laurent Cohen

### 2001
- Ghérasim Luca - Passio passionnément, par André Velter
- Lokenath Bhattacharya - l'autre rive, par Marc Blanchet
- Paul Valet - Soleil d’insoumission, par Jacques Lacarrière
- Roberto Juarroz - Mais au centre du vide il y a une autre fête, par Michel Camus
- Roger Gilbert-Lecomte - votre peau n'a pas toujours été votre limite, par Cédric Demangeot

### 2002
- Allen Ginsberg - la voix, le souffle, par Jacques Darras, 2002
- Marina Tsvétaïéva - comment ça va la vie ?, par Linda Lê, 2002
- Matthieu Messagier - L'arpent du poème dépasse l'année-lumière, par Renaud Ego, 2002
- Octavio Paz - lettres posthumes à Octavio Paz depuis quelques arcanes majeurs du tarot, par Serge Pey, 2002
- Stanislas Rodanski - Une folie volontaire, par Alain Jouffroy, 2002

### 2003
- André du Bouchet, par Antoine Emaz
- Armand Gatti, par Marc Kravetz
- Charles Juliet - La conquête dans l'obscur, par Jean-Pierre Siméon
- René Char - Fiction sublime, par Gilles Plazy
- Sylvia Plath - Un galop infatigable, par Valérie Rouzeau

### 2004
- André Velter, par Gérard Noiret
- Jacques Lacarrière, par Luis Mizón
- Pierre Jean Jouve, l'homme grave, par Franck Venaille
- François Augiéras, l’aventurier radical, par Joël Vernet

### 2005
- Franck Venaille, par François Boddaert

### 2006
- Gustave Roud, par Gérard Titus-Carmel
- Jean-Luc Parant, par Jean-Louis Giovannoni
- Serge Pey, par Arlette Albert-Birot

### 2007
- WS Burroughs / Formule mort, par F.J. Ossang
- Bernard Noël - poète épithelial, par Régine Detambel